# Пальмахим (кибуц)
Пальмахим (ивр. פלמחים‎) — кибуц в Израиле, на территории регионального совета Ган-Раве. Расположен на юге Прибрежной равнины, среди песчаных дюн, между городами Ришон-ле-Цион и Ашдод. Расстояние до Иерусалима 49 км, до Тель-Авива 18 км. Недалеко от Пальмахим протекает река Сорек.
Основан в 1949 году.

## История
Кибуц был основан 11 апреля 1949 года членами молодёжного Движения еврейских скаутов в Израиле и бригады Ифтах движения Пальмах на месте обезлюдевшей палестинской деревни Наби Рубин. В 2004 году, когда в кибуце проживали 500 человек, произошло обновление кибуца, а именно отказ от общей кассы и совместных расходов. Ответственность за вступление в кибуц и выход из него была возложена на членов кибуца.
В 2011 году кибуц принял 25 семей эвакуированных по Плану размежевания бывших поселенцев Сектора Газа из общины Элей Синай.

## Население
По данным Центрального статистического бюро Израиля, население на начало 2020 года составляло 689 человек.
В основном — евреи европейского происхождения.

## Туризм
Кибуц Пальмахим является отправной точкой для туристических маршрутов в национальном парке Хоф Пальмахим, особенно живописны руины древнего морского порта Явне-Ям, расположенные поблизости.
Археологические находки выставлены в небольшом музее кибуца.